# 埃爾多爾·紹穆羅多夫
埃爾多爾·紹穆羅多夫（1995年6月29日—）是烏茲別克足球運動員，司職前鋒，曾被意甲球隊羅馬外借至巴沙克舒希。烏茲別克國家足球隊成員。

## 生涯
2011年，他進入馬沙爾青年隊。2014年4月12日，在作客面對阿爾馬雷克的聯賽首次登場，這個賽季一共在聯賽出賽9場。2015年，他與締造者正式簽約加盟，此後於本尤德科的三個賽季打入18個聯賽進球。
2017年7月15日，轉會俄超球隊羅斯托夫。2020年10月1日，加入義甲球隊熱那亞。

## 榮譽
馬沙爾穆巴拉克
- 烏茲別克聯賽盃：2014

締造者
- 烏茲別克超級足球聯賽：2016

 羅馬
- 歐足聯歐洲協會聯賽：2021–22

個人
- 烏茲別克足球先生：2019

## 外部連結
- AFC （页面存档备份，存于） - 亞洲足球聯合會
- Soccerway（页面存档备份，存于）